# Coccobius capensis
Coccobius capensis är en stekelart som beskrevs av Prinsloo 1995. Coccobius capensis ingår i släktet Coccobius och familjen växtlussteklar. Inga underarter finns listade i Catalogue of Life.